# Parnassioideae
Parnassioideae es una subfamilia de plantas con flores perteneciente a la familia Celastraceae. El género tipo es: Parnassia L.

## Géneros
- Cryptopetalum Hook. & Arn. = Lepuropetalon Elliott
- Lepuropetalon Elliott
- Parnassia L.